# یواس‌اس تئودور روزولت (آی‌دی-۱۴۷۸)
یواس‌اس تئودور روزولت (آی‌دی-۱۴۷۸) (به انگلیسی: USS Theodore Roosevelt (ID-1478)) یک کشتی بود که طول آن ۲۸۷ فوت (۸۷ متر) بود. این کشتی در سال ۱۹۰۶ ساخته شد.